# Továrna

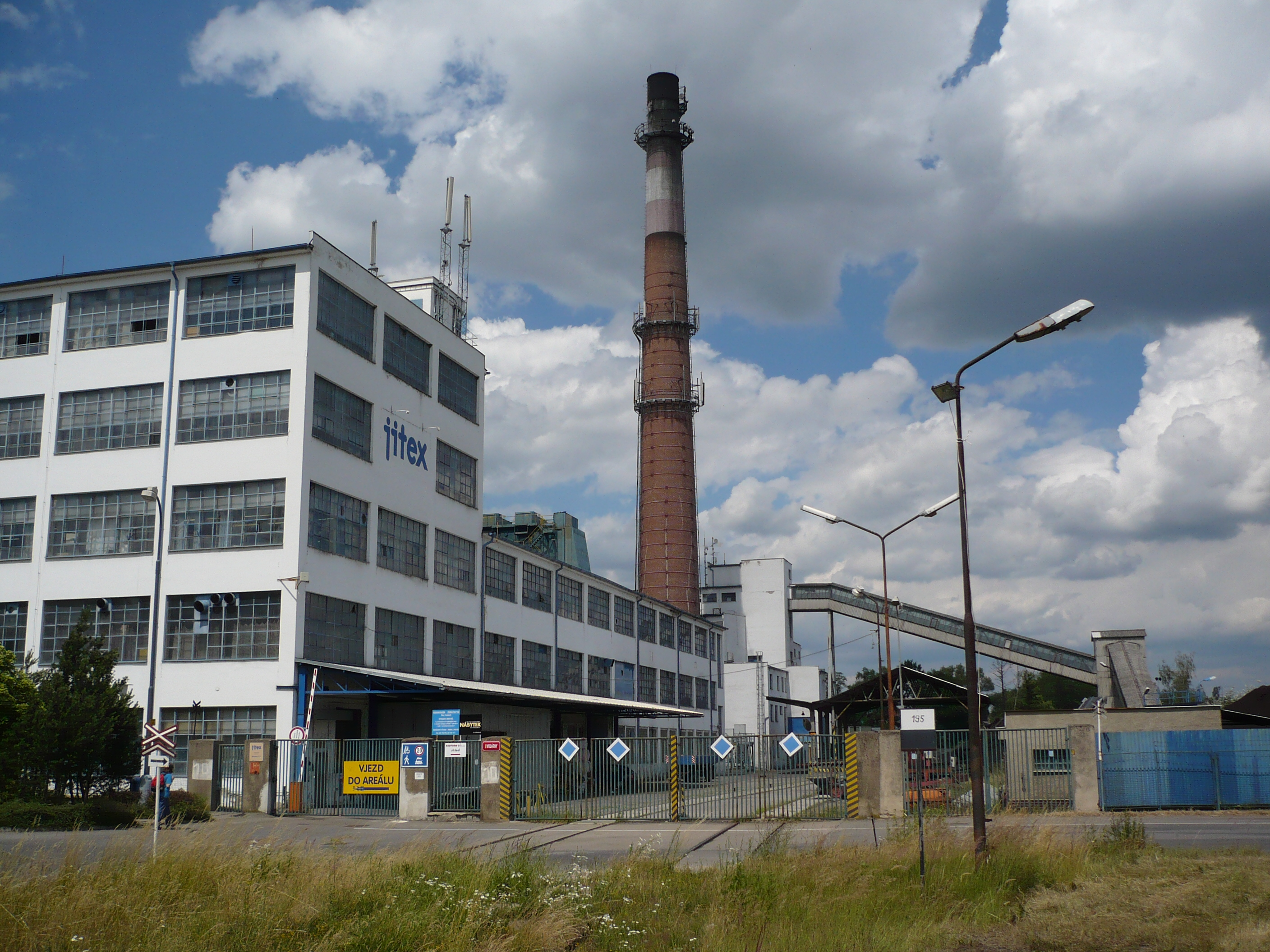
Areál textilní továrny Jitex v Písku

Továrna (hovorově fabrika, závod či výrobní závod, dříve také manufaktura) je jedna nebo více budov zařízených k převážně strojní výrobě zboží.
 

## Historie
Anglické označení factory (z latinského factor) je známé od konce 16. století. První továrny vznikly koncem 18. století s anglickým označením factory a německým Fabrik, jako zařízení, ve kterých se soustředila dosavadní, často rozptýlená výroba s možností použití mechanického pohonu strojů (většinou vodním kolem).
Český překlad továrna se začal používat pravděpodobně ve 2. polovině 19. století, výraz pochází z tureckého slova tavar, které  znamená výrobek. Vlivem němčiny a ruštiny je také časté označení fabrika či závod.

## Sporná a neobvyklá použití pojmu továrna

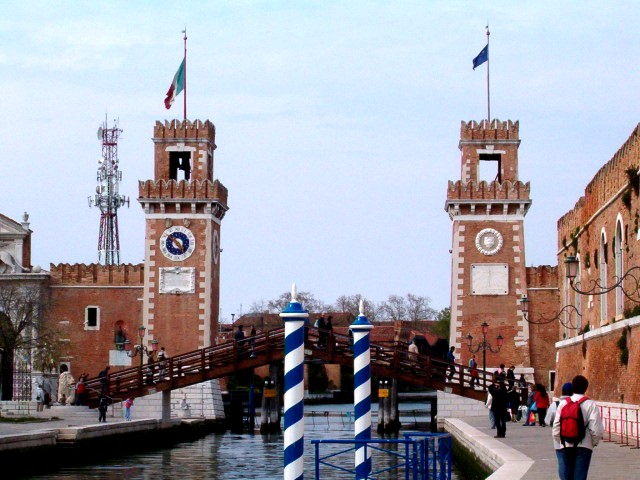
Vstup do benátského Arzenálu

### Sporné případy
- Někteří historikové označují manufaktury ve starém Egyptě (před 4000 lety) nebo v Řecku (před 2500 lety) za továrny.[7] [8]
- Italští publicisté považují benátskou loděnici Arsenale di Venezia, obrovskou manufakturu, vedenou od začátku 13. století na způsob průmyslového podniku, za vůbec první továrnu na světě.[9]

- Některé německé manufaktury na výrobu příze byly po instalaci prvního dopřádacího stroje s (možným) mechanickým pohonem (asi od 90. let 18. století) označovány za továrny.[10] V rakouské odborné literatuře se v 1. polovině 19. století pro (větší) textilní manufaktury používalo označení Fabrik = továrna.[11]
- Max Weber a několik dalších sociologů však tvrdili, že se pojmy manufaktura a továrna nemají ztotožňovat, protože se u manufaktury jednalo jen o "pratovárnu", tedy o nevyvinutou tovární výrobu.[12][8]

### Továrna v přeneseném významu
- Karel Čapek: Továrna na absolutno
- Častý výrok: Hulí jako fabrika[13]
- Továrna 4.0 je výraz, kterým se někdy nahrazuje (asi od roku 2011) běžně používané označení Industry 4.0. Jedná se o tzv. "chytrou továrnu", ve které je řízena počítačem vzájemná součinnost výrobků a strojů.[14] [15]